# Clusia eugenioides
Clusia eugenioides är en tvåhjärtbladig växtart som beskrevs av Jules Émile Planchon, Amp; Linden och Triana. Clusia eugenioides ingår i släktet Clusia och familjen Clusiaceae. Inga underarter finns listade i Catalogue of Life.